# Gasudladningsrør
|  | Opdelingsforslag Denne artikel er foreslået opdelt i artiklerne Gasudladningsrør og Gasudladningslampe. (Diskutér forslaget). Hvis opdelingen sker, skal det fremgå af beskrivelsesfeltet, at opdelingen er sket (hvorfra og hvortil) eller af artiklens diskussionsside. |

Et gasudladningsrør eller udladningsrør er en gasfyldt rør med typisk to elektroder. De to elektroder er ved jævnstrøm en katode og en anode – og ved vekselstrøm to katoder. Røret er et elektrisk isolerende og temperaturbestandigt rør.
Gasudladningslamper er en familie af gasudladningsrør som er designet til at være kunstige lyskilder, som under passage af elektrisk strøm gennem en ioniseret gas – plasma, genererer lys (infrarødt lys, synligt lys, ultraviolet lys).

## Gasfyldning
Mange forskellige gasser benyttes:
- Ædelgasser:
  - Helium – Benyttes i "neonrør"
  - Neon – Benyttes i "neonrør"
  - Argon – Benyttes i "neonrør"
  - Krypton
  - Xenon – benyttes i blitze til fotografiapparater, visse lommelygter – og i nogle bilforlygter.[1][2][3]
- Andre stoffer som under drift er i plasmafasen:
  - Natrium
  - Kviksølv – benyttes i lysstofrør og "neonrør"

Blandinger af ovenstående plasma benyttes også for at få en bestemt farve, længere levetid eller højere ydelse. Gasudladningslasere er specielle gasudladningsrør, hvor målet er optisk lysforstærkning.

## Kategorisering
En væsentlig parameter ved gasudladningsrør er deres gastryk:
- Lavtrykudladningsrør – f.eks. gnistgab, lysstofrør, neonrør, glimlamper.
- Højtrykudladningsrør op til ca. 1 MPa (ca. 10 atmosfærer) – f.eks. kviksølvdamplamper
- Meget højtrykudladningsrør – op til ca. 10 MPa.

### Lavtrykudladningsrør

#### Eksempler

##### Gasudladningsrør til overspændingsbeskyttelse
Et gasudladningsrør til overspændingsbeskyttelse (GDT forkortelse for den engelske benævnelse Gas Discharge Tube) anvendes til at aflede kortvarige overspændinger med kraftige strømme på op til 20kA.
 
Se gnistgab.

##### Lysstofrør
Generelt har lysstofrør væsentlig højere ydelse og levetid end glødepærer. Dog har glødepærer og halogenpærer et fuldspektret lys.

##### Neonrør
Neonrør kan indeholde neon, men kan i stedet have mange andre gasser med formålet, at få en bestemt lysfarve frem. Neonrør benyttes typisk til reklamelysskilte.

##### Glimrør
Glimrør er små gasudladningsrør fyldt med bl.a. neon. De anvendes i vågelys og kontrollamper.

## Strømforsyning

### Elektrisk strømforsyning af et gasudladningsrør med varmkatoder
En traditionel glimtænder (eller starter) anvendes sammen med en ballastspole (også kendt som jernkerneforkobling) til at starte strømmen gennem gasudladningsrøret.
Et gasudladningsrør levetid hænger sammen med antallet af tændinger med en traditionel glimtænder.

For nogle år siden kom der elektroniske glimtændere på markedet, som "glimtænder" ca. 50-100 gange per sekund. Fordelen ved disse er at gasudladningsrøret starter hurtigere og uden forudgående lysglimt. Herudover øges gasudladningsrørets levetid væsentligt.

En nyere og mere effektiv måde at strømforsyne gasudladningsrør på, er med en HF-ballaststrømforsyning. HF-ballaststrømforsyningens tændingsfunktion øger udladningsrørets levetid væsentligt i forhold til de traditionelle glimtændere. Herudover spares energi, da HF-ballaststrømforsyningen er mere effektiv end en traditionel ballastspole.

Langt de fleste lavenergipærer (år 2008) har en HF-ballaststrømforsyning indbygget.

### Elektrisk strømforsyning af et gasudladningsrør med koldkatoder
Langt de fleste gasudladningsrør af "neonrør"-typen benytter koldkatoder, hvilket betyder at katoderne ikke opvarmes af strømmen gennem røret.
Helium-Neon-laseren benytter normalt kun én kold katode og en anode, da de normalt strømforsynes med jævnstrøm. Jævnstrømmen kan f.eks. fås fra to seriekoblede spændingsforsyninger. Den første til at generere normal driftspænding og den anden (en Cockcroft-Walton generator) til at generere den høje ioniseringsspænding.

### Elektrodeløs gasudladningsrør strømforsynet via magnetisk induktion
I 1967-1968 blev der udtaget patent på det elektrodeløse gasudladningsrør

, 
men hf-induktionsenergiforsyningen kunne dengang ikke laves konkurrencedygtigt. I dag (2008) kan elektrodeløse gasudladningsrør laves driftsikkert og med økonomisk drift. De virker ved at plasmaet tapper energi fra det inducerede magnetiske hf-felt.

Fordelen ved disse pærer er, at de i modsætning til sparepærer starter med det samme med fuld lysstyrke og lysstyrken holder sig i længere tid, da der ikke forurenes fra elektroderne – de er der jo ikke.